# جبنة كيري
كيري (بالفرنسية: Kiri)‏ هي علامة تجارية لجبنة فرنسية المنتجة من مجموعة بيل سنة 1966م.